# マフムード・シャー1世 (マールワー・スルターン朝)
マフムード・シャー1世（Mahmud Shah, 生年不詳 - 1469年）は、インド、マールワー・スルターン朝の君主（在位：1436年 - 1469年）。即位前はマフムード・ハーン・ハルジー（Mahmud Khan Khalji）といった。彼は王朝の中で最も強力な君主であり、争いに生きた君主でもあった。

## 生涯
1436年、宰相であったマフムード・ハーン・ハルジーは君主ムハンマド・シャーを毒殺し、王座を奪った。ここにゴール朝に代わるハルジー朝が成立した。
マフムード・シャーはその治世、グジャラート・スルターン朝、デカン地方のバフマニー朝、オリッサのガジャパティ朝、ゴンドワナといったヒンドゥー諸王朝と争った。また、彼はデリー・スルターン朝（サイイド朝）の内政にも関与し、数名の貴族とも連絡を取り合い、彼らはデリーを制圧するように要請した。
マフムード・シャーは南部ラージプーターナーを制圧することに力を入れ、メーワール王国と激しく争った。メーワール王クンバーはマフムード・シャーと敵対する人物を保護し、マールワーの君主にこの人物をつけようとした。これに対して、マフムード・シャーはクンバーの兄モーカルに保護を与え、しきりに内部の反乱を起こそうとした。
あるとき、マフムード・シャーの軍勢はアジュメールにまで進撃し、そこに地方長官を任命したが、これは追い返された。
また、マフムード・シャーはフーシャング・シャーからの宗教的融和策を捨て、メーワール王クンバーやヒンドゥー諸国との戦いの間、ヒンドゥー寺院を多く破壊した。ただし、これらの行動の多くは戦争中に行われたことであって、ヒンドゥー教の全面的な破壊政策の一部ととることはできない。
1469年、マフムード・シャーは死亡し、息子のナーシルッディーン・シャーが王位を継承した。